# جون ريتشاردسون (قسيس كندي)
جون ريتشاردسون هو قسيس كندي، ولد في 30 أكتوبر 1868، وتوفي في 7 أكتوبر 1938.